# Żydowski ruch oporu podczas II wojny światowej

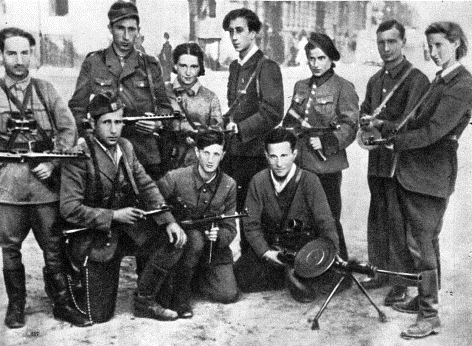
Aba Kowner i Różka Korczak-Marla (w środku) z członkami Farejnikte Partizaner-Organizacje (Getto w Wilnie

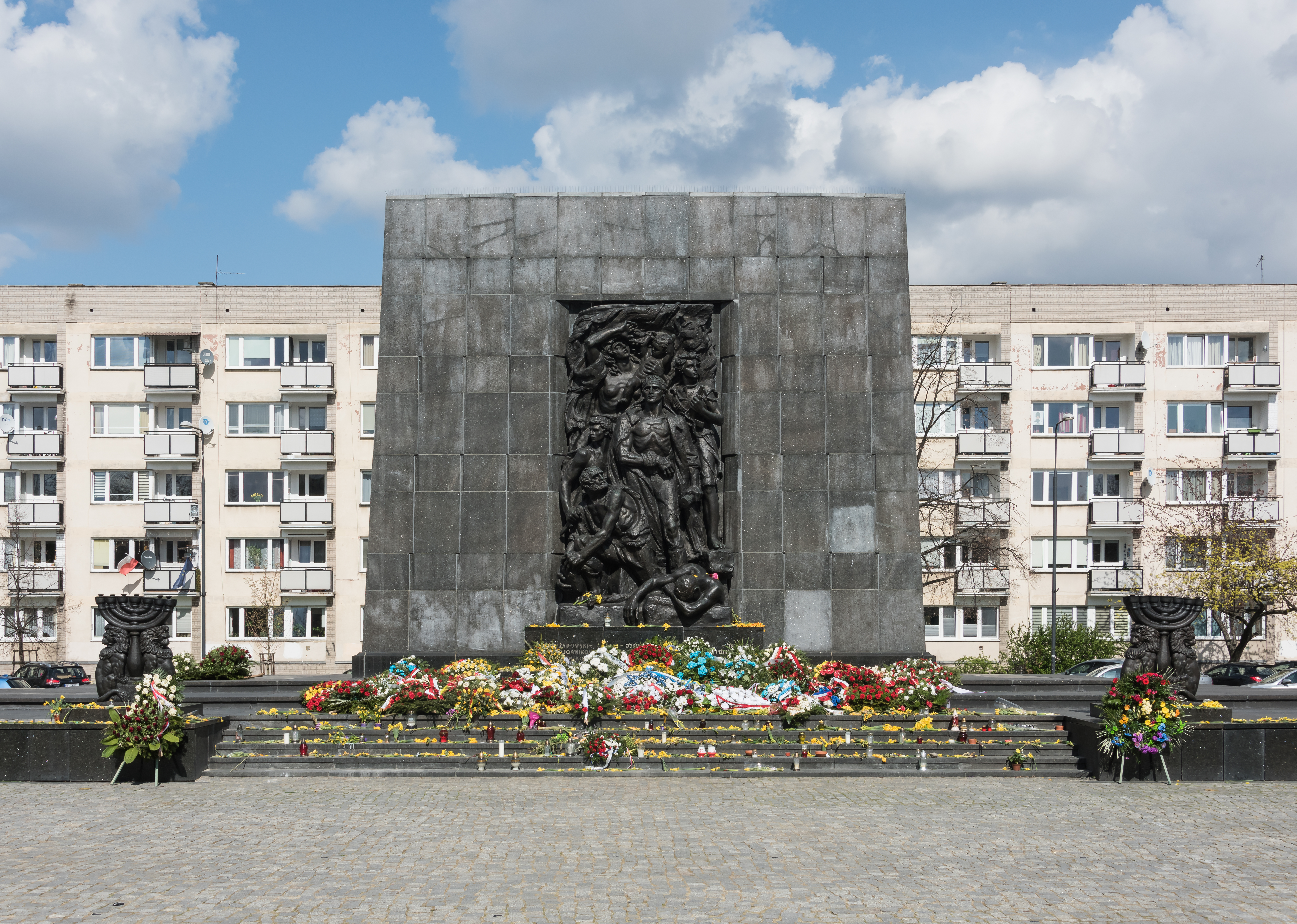
Pomnik Bohaterów Getta w Warszawie (2013)

Żydowski ruch oporu to określenie zorganizowanego oporu żydowskiego przeciw nazistowskim Niemcom podczas II wojny światowej.
Organizacje takie powstały w wielu krajach; były jednak lokalne – nie istniała globalna organizacja koordynująca ich działania (istniały jednak międzynarodowe organizacje pomagające żydowskim ruchom oporu, na przykład American Jewish Joint Distribution Committee).
Organizacje te można podzielić na:
- organizację oporu w gettach (Antyfaszystowska Organizacja Bojowa, Blok Antyfaszystowski, Zjednoczona Organizacja Partyzancka, Żydowska Organizacja Bojowa, Żydowski Komitet Antyfaszystowski, Żydowski Związek Wojskowy),
- organizacje oporu w obozach koncentracyjnych,
- partyzantkę żydowską (najbardziej znany tak zwany Otriad Bielskich), na wschodzie Europy często blisko współpracującą z partyzantką radziecką.

Znaczące operacje żydowskiego ruchu oporu w okupowanej Polsce to między innymi: powstanie w getcie warszawskim, powstanie w getcie białostockim, opór w getcie częstochowskim, opór w getcie będzińsko-sosnowieckim.
Żydzi byli także członkami nieżydowskich organizacji ruchu oporu w okupowanej Polsce (na przykład Gwardii Ludowej/Armii Ludowej i Armii Krajowej).